# Kei-Besarbrilvogel
De Kei-Besarbrilvogel, oude naam kaibrilvogel (Zosterops grayi) is een zangvogel uit de familie Zosteropidae (brilvogels). De vogel werd in 1864 door de Britse natuuronderzoeker Alfred Russel Wallace beschreven en als eerbetoon vernoemd naar zijn landgenoot en zoöloog George Robert Gray,  "from whose writings and personal information I have derived much assistance" (vrij vertaald: voor schriftelijk en persoonlijk gegeven hulp).

## Verspreiding en leefgebied
Deze soort is endemisch op het Indonesische eiland Kai Besar in de Kei-eilanden.

## Status
De grootte van de populatie is niet gekwantificeerd maar de soort wordt omschreven als vrij algemeen. Op de Rode lijst van de IUCN heeft deze soort de status niet bedreigd.